# 蒙克群島
蒙克群島（英語：Monk Islands），是南極洲的島嶼，位於科羅內申島南部，處於梅爾角以南3公里，屬於南奧克尼群島的一部分，由挪威捕鯨者繪入地圖和命名，現時由南極條約體系管理。